# Cratere Andersson
Andersson è un cratere lunare di 13,42 km situato nella parte sud-orientale della faccia nascosta della Luna.